# Herz-Jesu-Kirche (Altenwald)

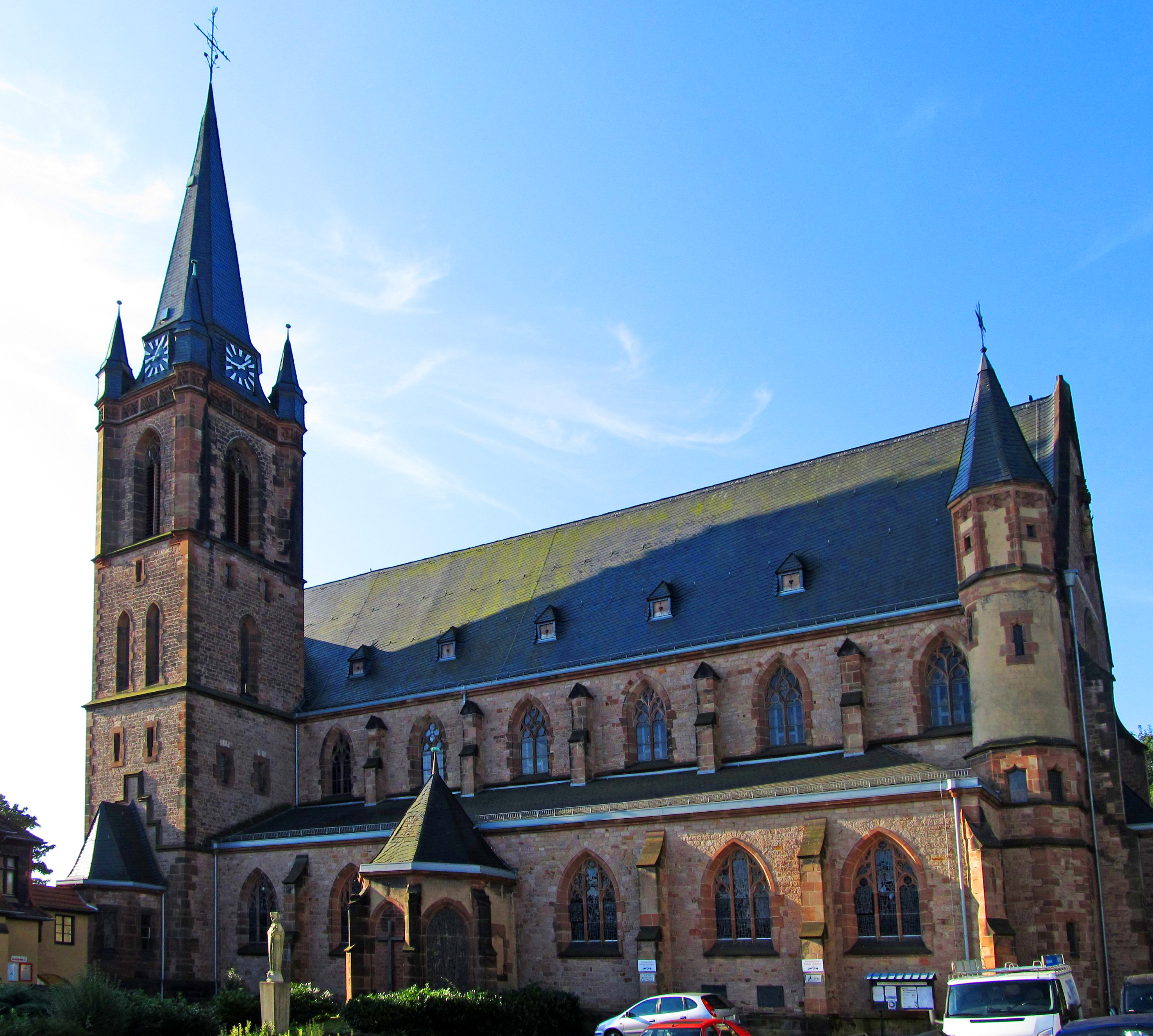
Die Pfarrkirche Herz Jesu in Altenwald

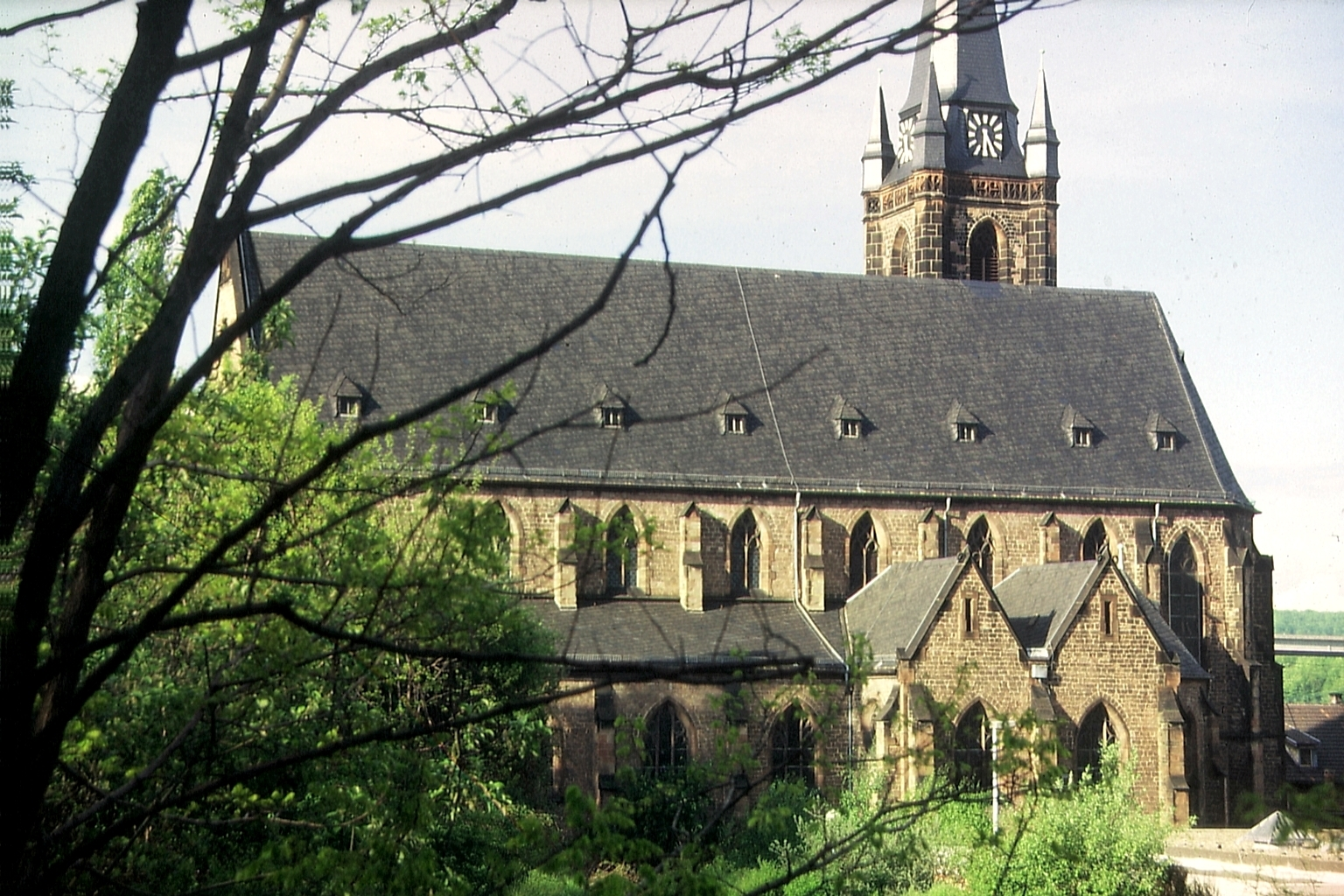
Weitere Ansicht der Kirche

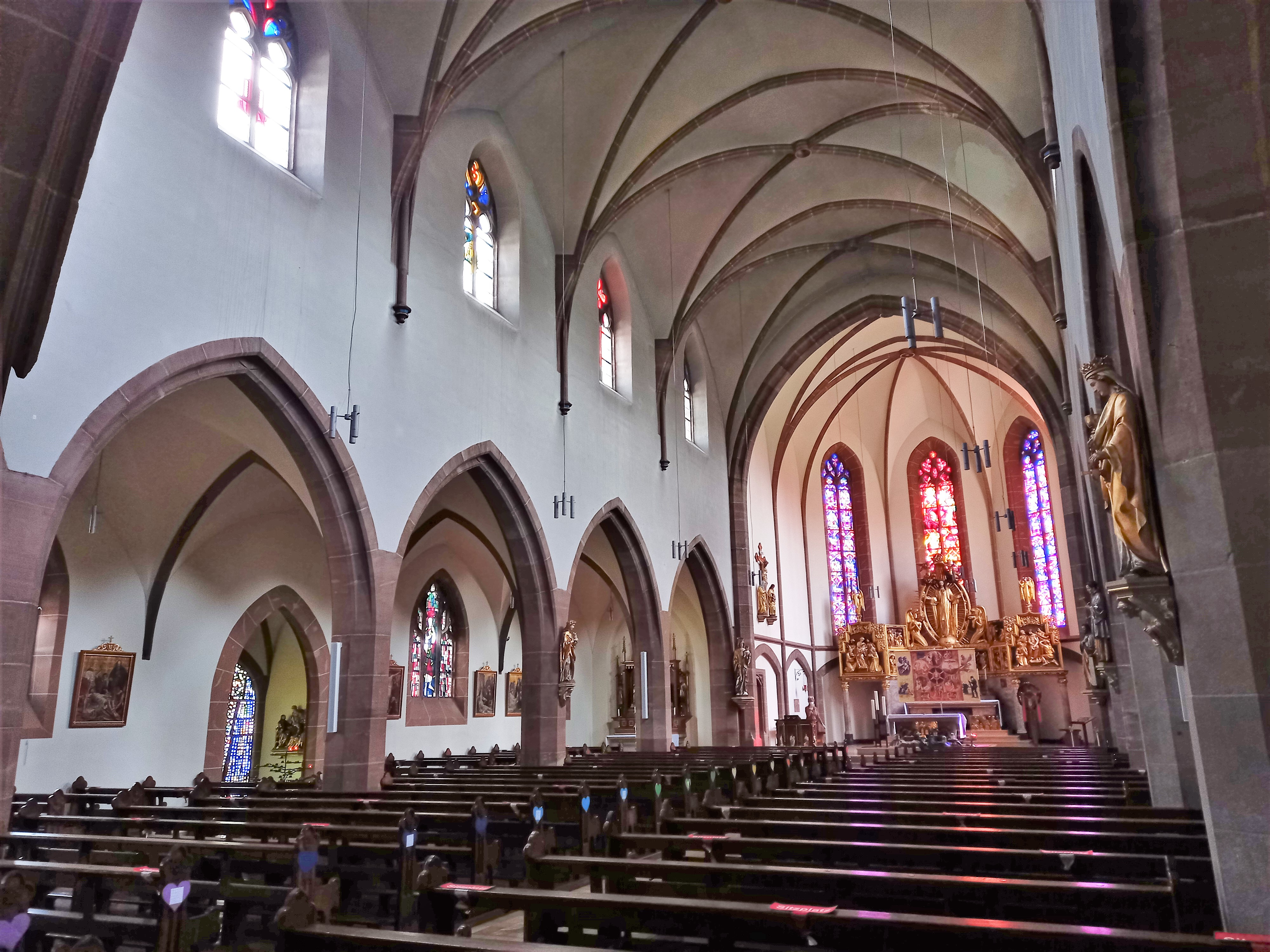
Blick ins Innere der Kirche

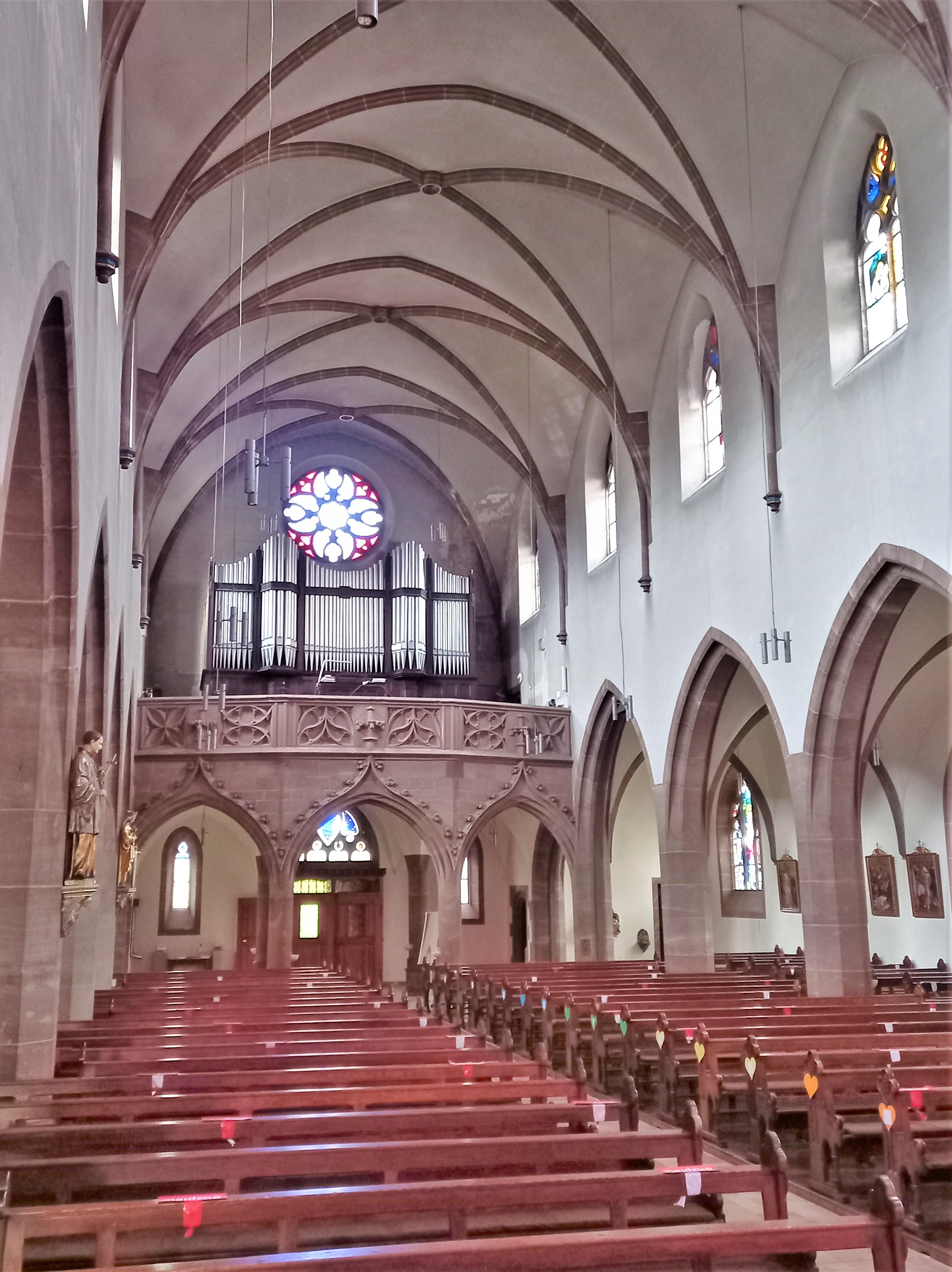
Blick zur Orgelempore

Die Kirche Herz Jesu (ⓘ) ist eine im neugotischen Stil errichtete katholische Pfarrkirche in Altenwald, einem Stadtteil von Sulzbach, Regionalverband Saarbrücken, Saarland. Sie trägt das Patrozinium der Verehrung des heiligsten Herzens Jesu. In der Denkmalliste des Saarlandes ist die Kirche als Einzeldenkmal aufgeführt.

## Geschichte
Im Jahr 1894 erfolgte die Gründung eines Kirchbauvereins. In den darauffolgenden Jahren musste dann ein Bauplatz für die Kirche gefunden werden, der vor Grubensenkungen sicher war. Die Suche nach einem geeigneten Bauplatz erwies sich als sehr schwierig und langwierig, so dass erst 1910 mit den Bauarbeiten begonnen werden konnte. Die ersten Pläne für das Kirchengebäude wurden 1905 von dem Architekten Moritz Gombert aus Saarbrücken vorgelegt. Die endgültigen Baupläne, die von der Königlich Preußische Regierung und dem Bischöflichen Generalvikariat in Trier genehmigt wurden, lagen im September 1907 vor. Die Grundsteinlegung erfolgte am 5. Juni 1910, und etwas mehr als ein Jahr später, am 6. August 1911, konnte die neue Filialkirche der Sulzbacher Pfarrei von Pfarrer Jakob Royer feierlich gesegnet werden. Die Baukosten sollten 135 000 Mark betragen, beliefen sich am Ende aber auf die Summe von 184 000 Mark.
In den 1960er Jahren wurde die Kirche einer Restaurierung unterzogen. Weitere Restaurierungen erfolgten 1993, 2000–02 und 2010–2011.

## Ausstattung
Sehenswert im Inneren der Kirche ist der holzgeschnitzte 1930 von Dombaumeister Ludwig Becker (Mainz) entworfene und 2002 restaurierte Hochaltar, der Szenen aus dem Leben Jesu zeigt. Er ist eine Stiftung des ersten Gemeindepfarrers Theodor Hein. Für die Ausführung des Altars zeichnete die Kunstwerkstatt Johannes Mettler (St. Wendel) verantwortlich.
Die Kirchenfenster stammen von 1960 und sind ein Werk von Hardy Dietrich (Firma Glaskunst Binsfeld, Trier). 1993 erfolgte eine Restaurierung der Fenster, die einer Neugestaltung gleichkam, wobei aber Bruchstücke der alten Verglasung eingearbeitet wurden. Die drei Bleiglasfenster im Chorraum sind passend zu den Szenen des Hochaltars gestaltet, wobei das rechte Chorfenster im Zuge der Restaurierungsmaßnahmen von 2010/2011 eine neue künstlerische Verglasung erhielt.
Weitere erwähnenswerte Ausstattungsgegenstände in der Kirche sind die Pietà im ehemaligen Seiteneingang der Kirche, der zur Kapelle umgebaut wurde, der Rosenkranzaltar der Muttergottes im Seitenschiff, die Figur „Der Gute Hirte“, die nach ihrer Restaurierung 2002 einen Platz am Taufbecken erhielt, das Tabernakel von 1911 (restauriert 2003) und die Monstranz, an deren Aufbau sich der Altar-Aufbau orientiert und wie der Hochaltar vom ersten Pfarrer der Gemeinde, Theodor Hein, gestiftet wurde. Der Kreuzweg wurde 1928–29 von Münchener Künstlern geschaffen und 2003 einer Restaurierung unterzogen.
Die Ausmalung des Innenraums erfolgte 1927 durch den Kirchenmaler Josef Held (Düsseldorf). Im Zuge der Restaurierung von 2010/2011 wurden Chorraum und Seitenschiffe neu gestrichen und die alten Farbanstriche an Gewölben und Wänden entfernt. Außerdem wurden am alten Kanzelkorb, der heute als Ambo dient, vier Reliefbilder der Evangelisten angebracht.

## Orgel

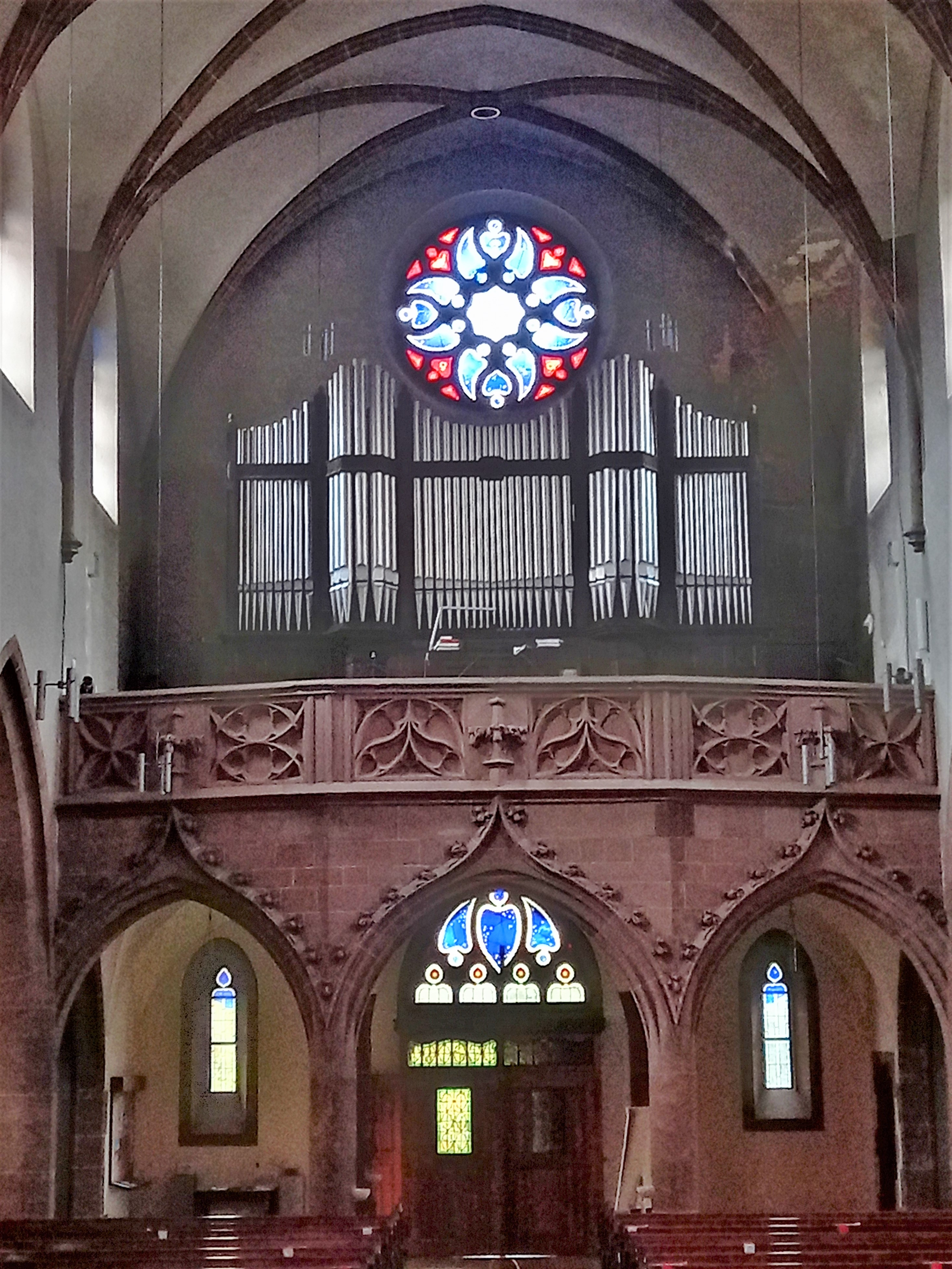
Kämmerer-Orgel

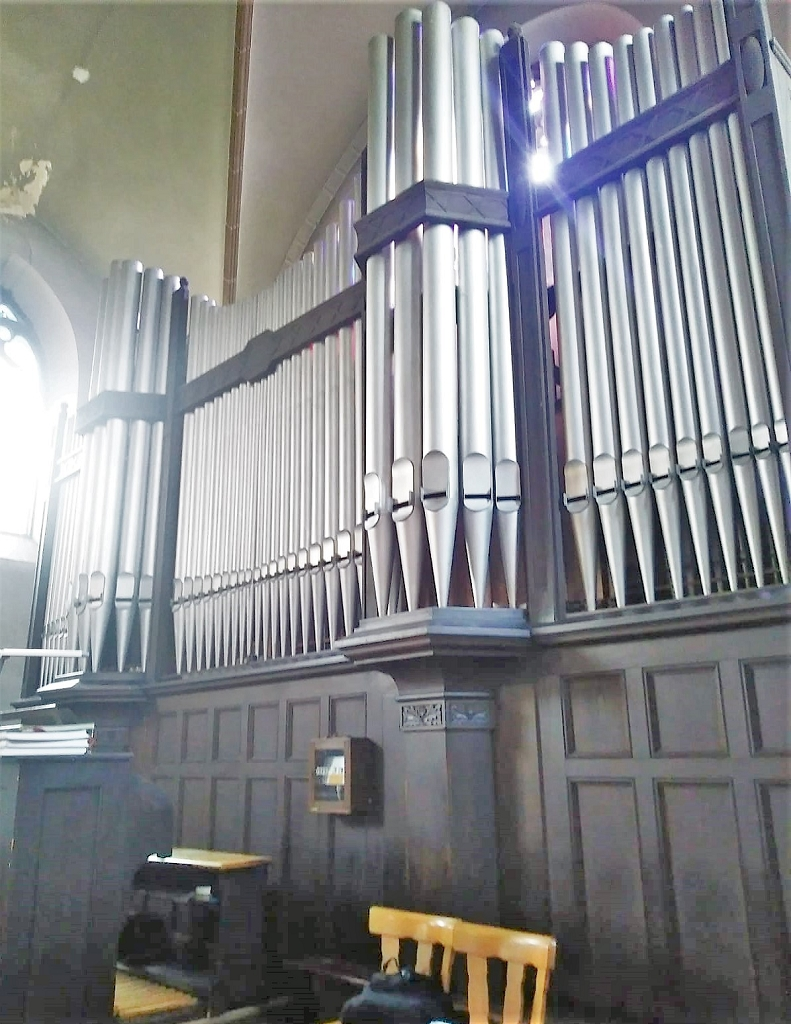

Die Orgel der Kirche wurde 1924 von der Orgelbauanstalt Franz Kämmerer (Speyer) erbaut. Das Instrument mit Röhrenpneumatik ist auf einer Empore über dem Eingangsportal aufgestellt. Im Jahr 1965 wurde eine Aufhellung des Klangbilds vorgenommen.
| I Hauptwerk C–g3 |                |       |
| 1.               | Prinzipal      | 8′    |
| 2.               | Soloflöte      | 8′    |
| 3.               | Gedackt        | 8′    |
| 4.               | Oktave         | 4′    |
| 5.               | Gemshorn       | 4′    |
| 6.               | Schweizpfeife  | 2′    |
| 7.               | Sesquialter II |       |
| 8.               | Mixtur III–IV  | 1 ⁄3′ |
| 9.               | Trompete       | 8′    |

| II Schwellwerk C–g3 |                  |             |
| 10.                 | Gedackt          | 16′         |
| 11.                 | Gedackt          | 8′          |
| 12.                 | Quintade         | 8′          |
| 13.                 | Prinzipal        | 4′          |
| 14.                 | Rohrtraversflöte | 4′          |
| 15.                 | Nasard           | 2 ⁄3′       |
| 16.                 | Oktave           | 2′          |
| 17.                 | Quinte           | 1 ⁄3′       |
| 18.                 | Scharff IV       | 1′          |
| 19.                 | Glöcklein II     | 1′ und 1⁄3′ |
| 20.                 | Dulzian          | 8′          |

| Pedal C–f1 |                     |     |
| 21.        | Violon              | 16′ |
| 22.        | Subbass             | 16′ |
|            | Zartbass (Nr. 10)   | 16′ |
| 23.        | Octavbass           | 8′  |
|            | Choralbass (Nr. 13) | 4′  |
| 24.        | Posaune             | 16′ |

- Koppeln:
  - Normalkoppeln: I/II, II/II, I/P, II/P
  - Superoktavkoppeln: I/II, II/II, I/P
- Spielhilfen: Crescendoschweller, Forte, Tutti, Handregister Ab, Auto Pedal, Windanzeiger